# Serguéi Kostinski
Serguéi Konstantínovich Kostinski  (en ruso: Сергей Константинович Костинский) (Moscú, 31 de juliojul (12 de agosto)  de 1867 — Púlkovo, 22 de agosto de 1936) fue un astrónomo ruso de la etapa soviética, fundador de la astrofotografía en su país y miembro correspondiente de la Academia de Ciencias de la URSS (1915).

## Semblanza
Kostinski completó su educación primaria en Moscú, para ingresar en 1886 en la facultad de física y matemáticas de la Universidad de Moscú, donde se graduó en 1890. Desde 1894 hasta el final de su vida trabajó en el Observatorio de Púlkovo. Como astrónomo, fue dos veces galardonado (en 1898 y en 1899)  con el premio de la Sociedad Astronómica de Rusia. Participó en varias expediciones, incluyendo un viaje a Nueva Zembla para observar el eclipse total de sol de 1896. En el año 1900 pasó cerca de seis meses dedicado a la medición del arco terrestre de meridiano en Svalbard. De 1926 a 1933 fue también profesor de la Universidad de San Petersburgo. A partir de diciembre de 1934, accedió al doctorado en ciencias físico-matemáticas (sin la defensa de la tesis).
Está enterrado en Leningrado, en el cementerio de Púlkovo.
Sus principales trabajos científicos estuvieron centrados en la astrometría fotográfica. Introdujo una serie de mejoras en la metodología de la observación, la medición y el procesamiento de fotografías astrométricas. Reunió una gran colección de fotos del cielo (en particular, recibió las realizadas desde el astrógrafo de Púlkovo), incluyendo fotos de zonas individualizadas del cielo (estas fotografías fueron la base de la llamada "Biblioteca de Vidrio de Púlkovo"). La comparación de las fotografías recibidas a través del observatorio de Púlkovo con imágenes modernas, ha permitido elaborar un catálogo de movimientos propios de 18 000 estrellas en determinados emplazamientos. Así mismo, guardaba fotografía de los satélites de los planetas exteriores, en particular, de un objeto tan difícil de ser observado como el satélite de Neptuno Tritón, guardando un valioso material para el estudio de sus movimientos. Posteriormente, estos fondos de placas fotográficas también fueron utilizados en particular, para determinar las coordenadas exactas de Plutón y de los satélites de Saturno. Ingeniero especializado en los instrumentos y en los métodos de cálculo para la determinación de paralajes estelares, introdujo una serie de mejoras en la metodología de la investigación astrométrica, estudiando la sistemática de los errores de observación y medición, y señalando métodos para evitarlos. En 1906 descubrió el efecto de la interacción entre las componentes de una estrella binaria que recibió su nombre. Investigó la mutabilidad de la latitud en un trabajo de 1893, estableciendo una fórmula para determinar las coordenadas de los polos de la Tierra a través de las variaciones de latitud de los observatorios (la"fórmula de Kostinski").

## Eponimia
- El cráter lunar Konstinskiy lleva este nombre en su memoria.
- El asteroide (3134) Kostinsky, descubierto por Serguéi Beliavski el 5 de noviembre de 1921 desde el Observatorio de Simeiz, también conmemora su nombre.